# Ford Thunderbird (cinquième génération)
Cet article concerne la cinquième génération de l'automobile Ford Thunderbird. Pour des informations générales sur la Thunderbird, consultez Ford Thunderbird.
La cinquième génération de la Ford Thunderbird est une grande voiture personnelle de luxe qui a été produite par Ford pour les années modèles 1967 à 1971. Cette cinquième génération a vu le deuxième changement de direction majeur pour la Thunderbird. La Thunderbird était fondamentalement restée la même dans le concept jusqu'en 1966, même si le style avait été mis à jour deux fois. L'introduction de la Ford Mustang début 1964 avait cependant remis en question le positionnement de la Thunderbird sur le marché. La Mustang, comme la Thunderbird, était une petite voiture, deux portes, quatre places avec des prétentions sportives, mais elle était plus abordable. Combinées aux succès commerciaux du clone haut de gamme de la Mustang, la Mercury Cougar, les ventes de la Thunderbird en ont souffert. La réponse de Ford a été de monter la Thunderbird encore plus haut dans la gamme.
La nouvelle Lincoln Continental Mark III de 1969 était basée sur le châssis de la Thunderbird quatre portes, et de ce point jusqu'à la fin des années 90, les Thunderbird et les Continental Mark étaient généralement des voitures liées à la Thunderbird à la suite de la croissance de popularité de la Mark au cours de l'année modèle 1972.

## Histoire

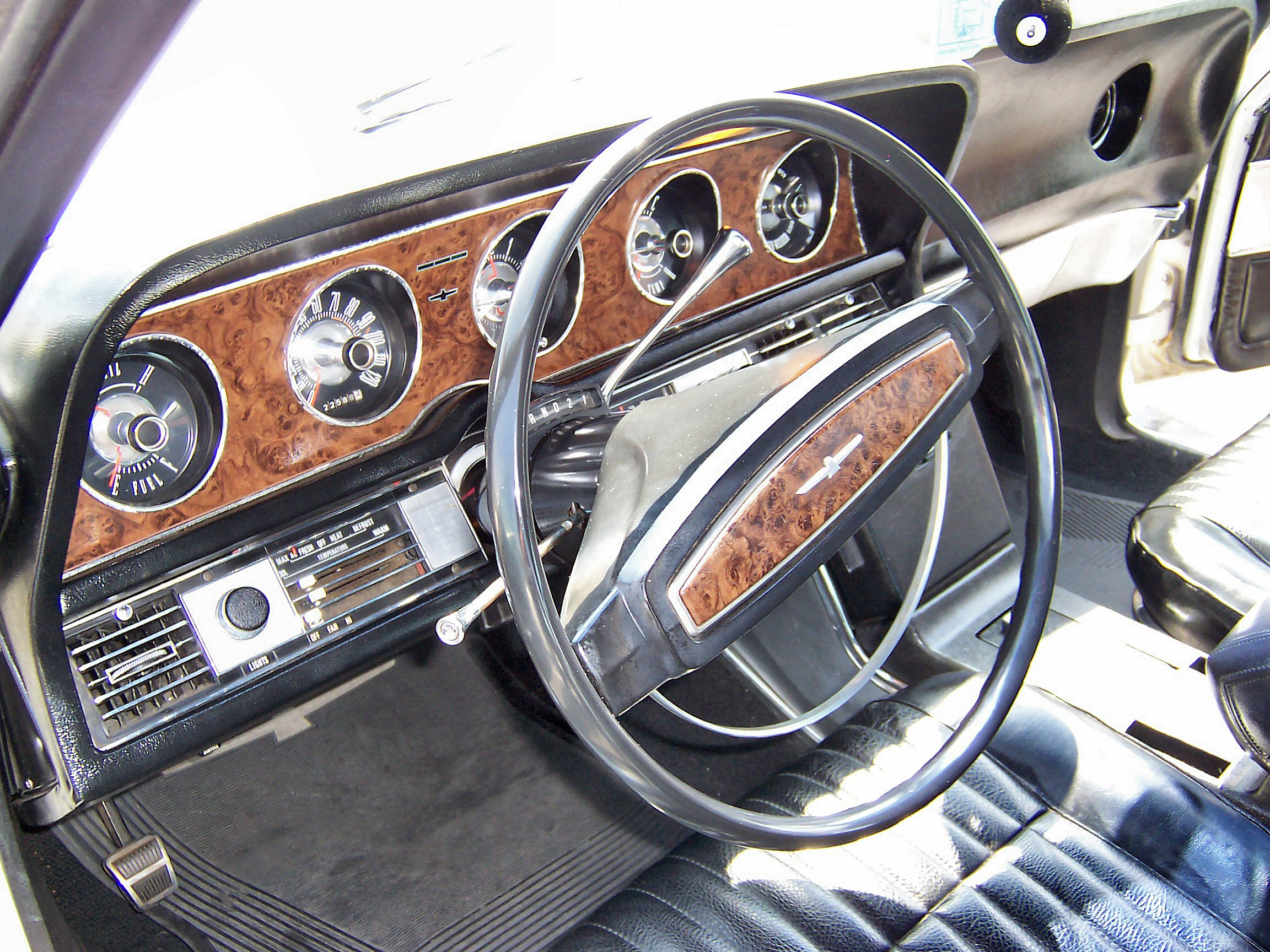
Ford Thunderbird de 1968, intérieur

Pour 1967, la Thunderbird serait une voiture plus grande, la rapprochant des Lincoln, la société ayant choisi de mettre l'accent sur la partie «luxe» de la désignation de «voiture personnelle de luxe». Ford a décidé d'abandonner la construction monocoque traditionnelle de la Thunderbird pour cette voiture plus grande, se tournant vers une méthode de carrosserie sur châssis avec des fixations en caoutchouc sophistiquées entre les deux pour améliorer les caractéristiques de bruit / vibration et réduire le poids d'une petite marge. Une console au pavillon (qui est apparue pour la première fois sur les Town Landau des années précédentes) contenant des indicateurs lumineux pour l'utilisation des clignotants d'urgence, un avertissement de niveau de carburant bas, un voyant de rappel de porte entrouverte et de ceinture de sécurité est revenue dans un format révisé.
Le cabriolet, à ventes de plus en plus faibles, a été abandonné au profit d'un modèle quatre portes doté de portes suicide. Elle est restée dans la gamme jusqu'en 1971 mais n'a jamais généré de ventes substantielles.

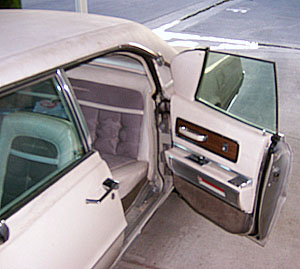
Portes arrière suicide visiblement étroites

Le design de 1967 était radicalement différent de ce qui avait été fait avant. Les stylistes de Ford ont présenté une forme radicale qui, à bien des égards, anticipait les tendances stylistiques des cinq prochaines années. Une calandre avant, large et béante, qui incorporait des phares cachés était la nouvelle caractéristique la plus évidente. Le look a été clairement influencé par les prises d'air des avions de combat tels que le F-100 Super Sabre, et a été amélioré par le pare-chocs avant affleurant incorporant la «lèvre» inférieure de la «bouche». Les flancs étaient en forme de tonneau de style «fuselage», ce qui était très populaire pendant cette période. La ceinture de caisse avait un style «bouteille de Coca-Cola» élancé derrière les fenêtres arrière, de nouveau un trait de style qui se révélerait omniprésent. Les grands montants C (et une petite lunette arrière «formelle» sur la 4 portes) signifiaient une mauvaise visibilité arrière, mais cela correspondait à la mode de l'époque. Les feux arrière couvraient toute la largeur de la voiture et comportaient, comme dans les Thunderbird précédentes, des clignotants séquentiels.
Contrairement à l'extérieur radicalement différent, le nouvel intérieur a repris presque tous les thèmes établis par la génération précédente; plus particulièrement un tableau de bord avec des instruments logés séparément sur une console centrale à balayage intégré vers le bas et un siège arrière enveloppant de style «salon».

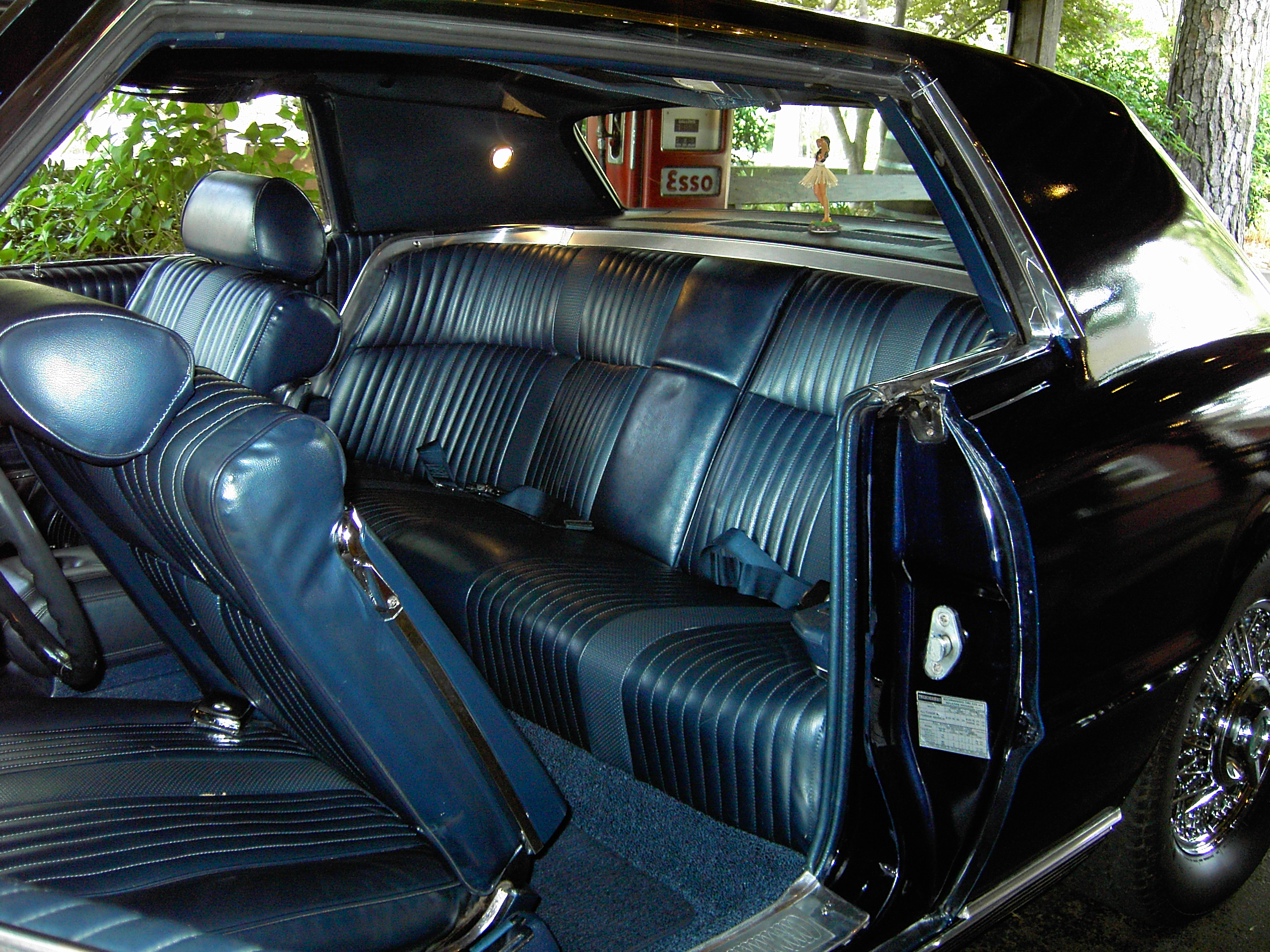
Thunderbird coupé de 1969, siège arrière

La Thunderbird de 1968 a vu l'introduction des nouveaux moteurs V8 gros bloc «Thunder Jet» 385 4V (carburateur à 4 barrils) de 429 pouces cubes (7,0 L). Comme beaucoup de moteurs Ford de l'époque, ils étaient évalués de manière prudente à 360 ch (268 kW) (brut). Le nouveau moteur a certainement fait de ces voitures les Thunderbird les plus rapides jamais produites, malgré leur taille plus grande et leur poids à vide accru. Les années modèles 1968 et 1969 ont respectivement vu des changements mineurs de finition.
Pour l'année modèle 1970, la Thunderbird a été mis à jour stylistiquement avec l'ajout d'une grande saillie en forme de bec d'oiseau hors de sa calandre. Offerte en modèles coupé ou sport, toutes les Thunderbird de 1970-1971 avaient des lignes angulaires proéminentes sur le capot menant à une pointe en saillie, qui formait également le centre du travail de la calandre, qui n'était qu'un bec d'oiseau pas trop finement déguisé. Semon "Bunkie" Knudsen, un ancien dirigeant de GM maintenant président de Ford, serait responsable de ce changement radical. Comme sur les modèles de 1967-69, les modèles de 1970-71 avaient des clignotants séquentiels incorporés dans les feux arrière couvrant tout la largeur de la voiture à l'arrière.
En 1971, Neiman Marcus a offert dans son catalogue les Thunderbird "His and Hers", avec des téléphones, des magnétophones et d'autres subtilités. Elles étaient vendues 25 000 $ US au détail pour la paire.

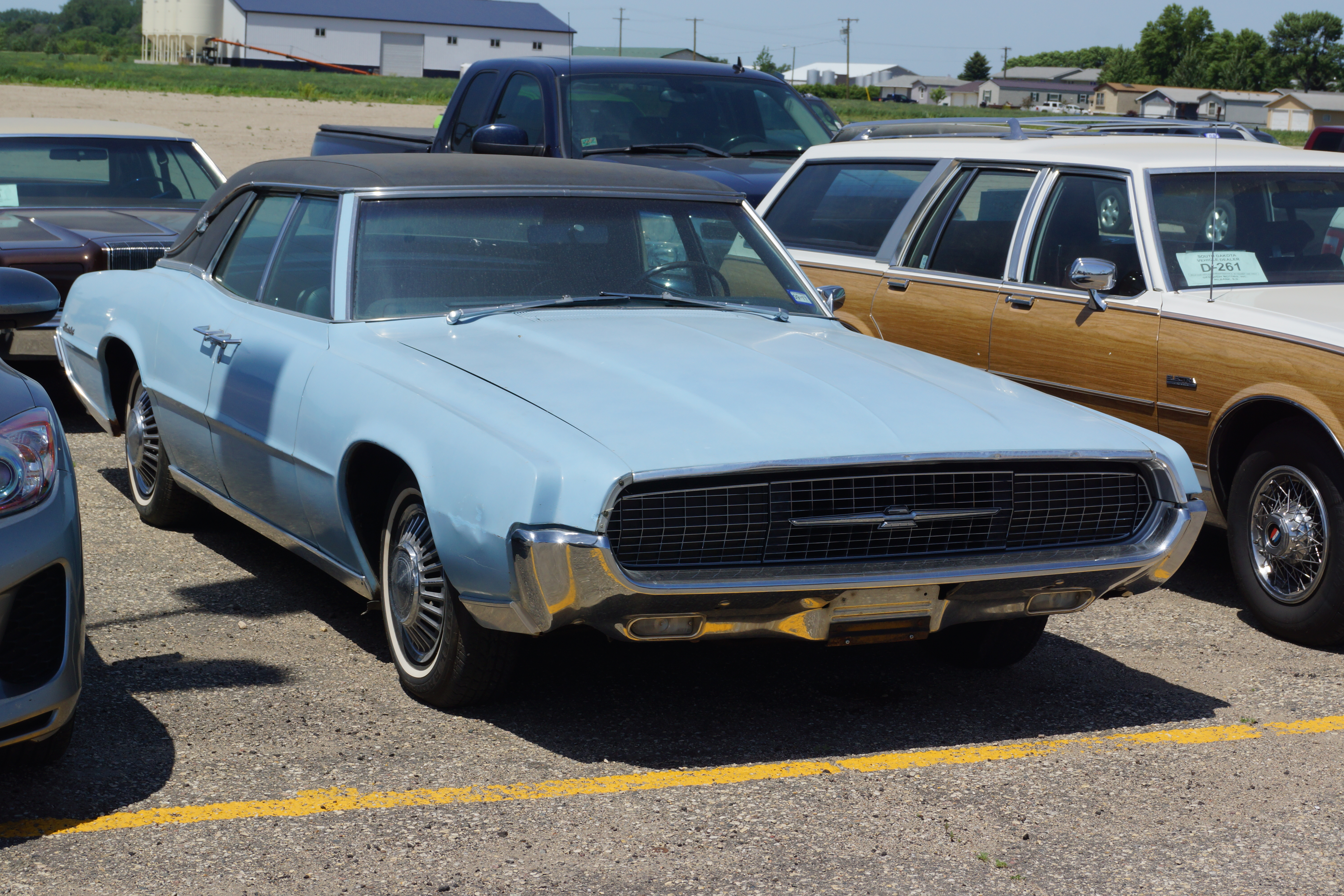
Ford Thunderbird berline landau de 1967
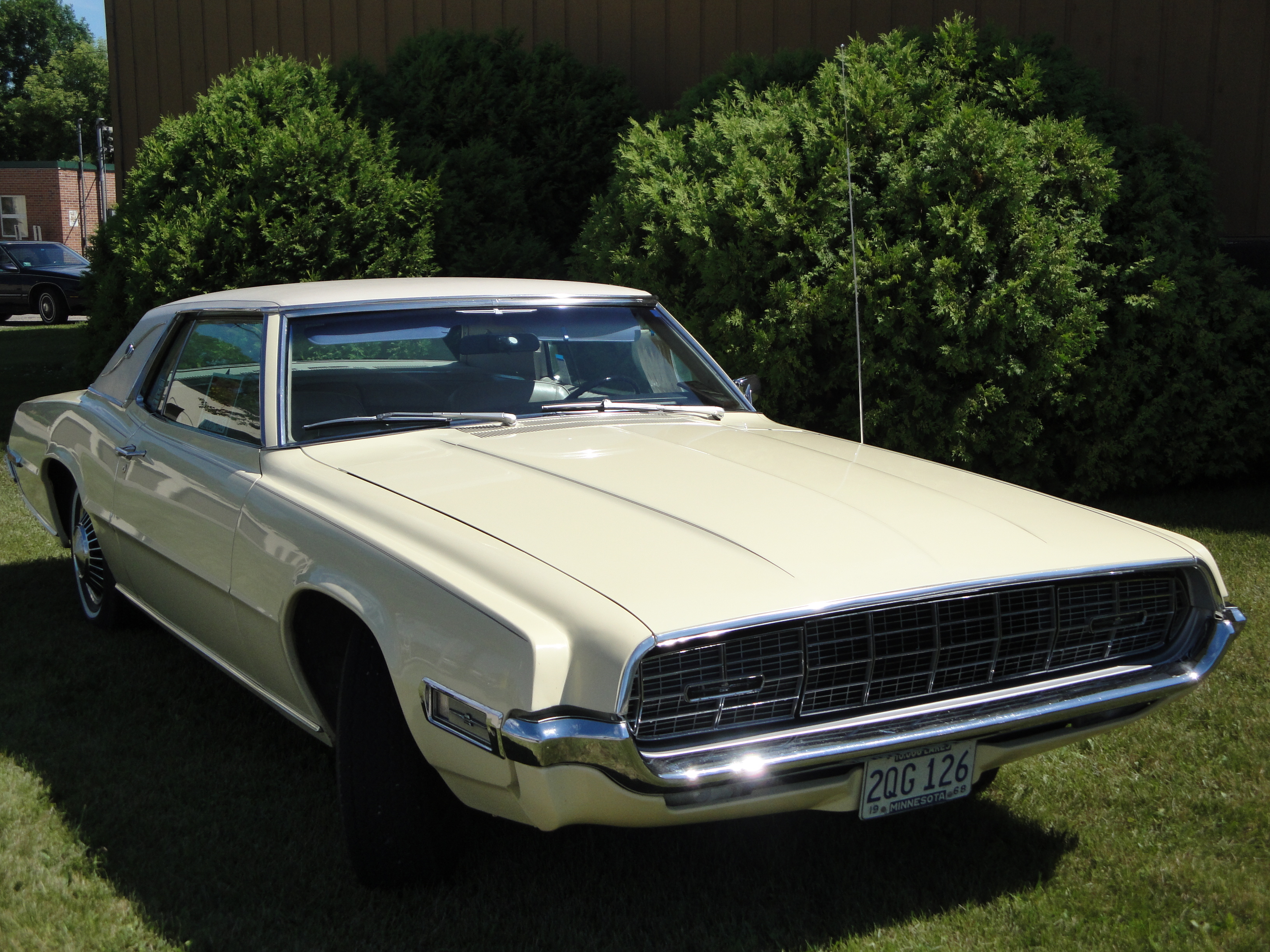
Ford Thunderbird coupé de 1968
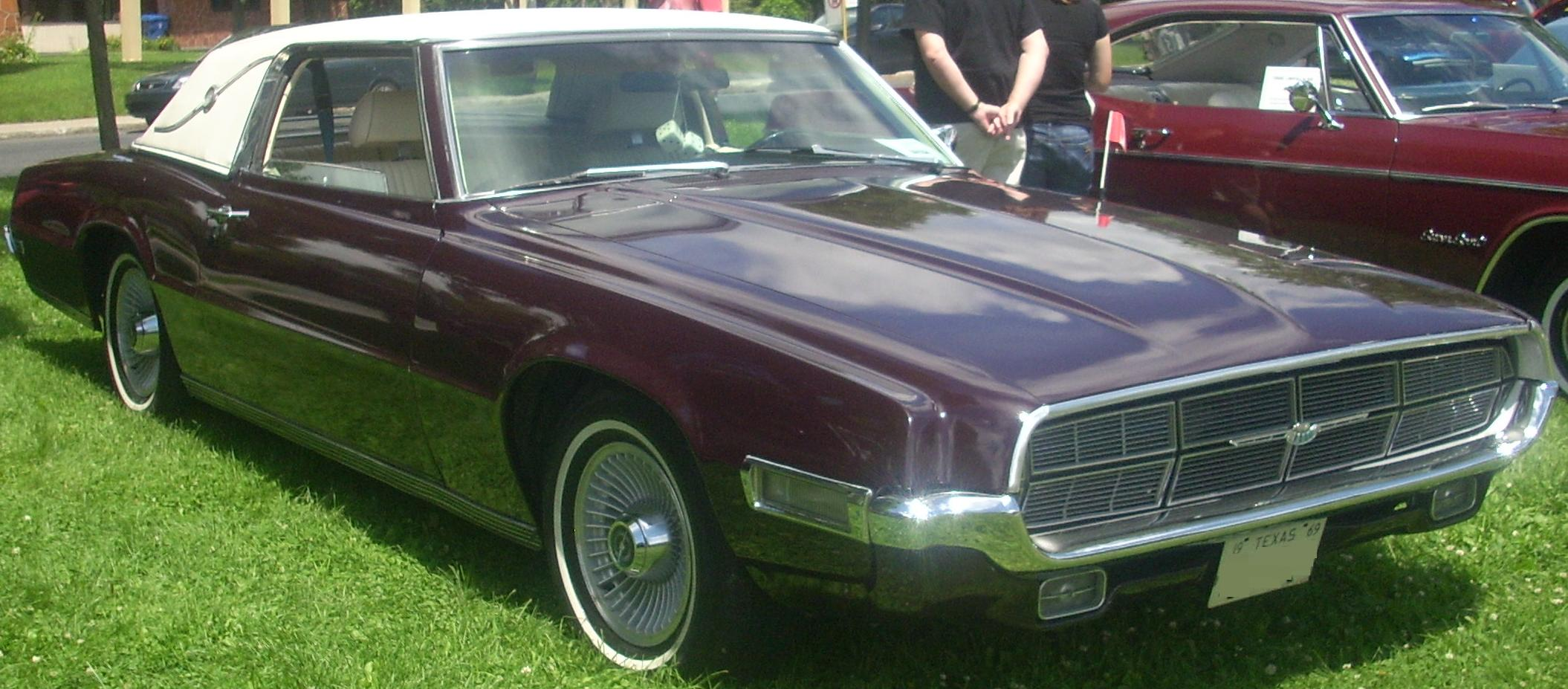
Ford Thunderbird coupé de 1969
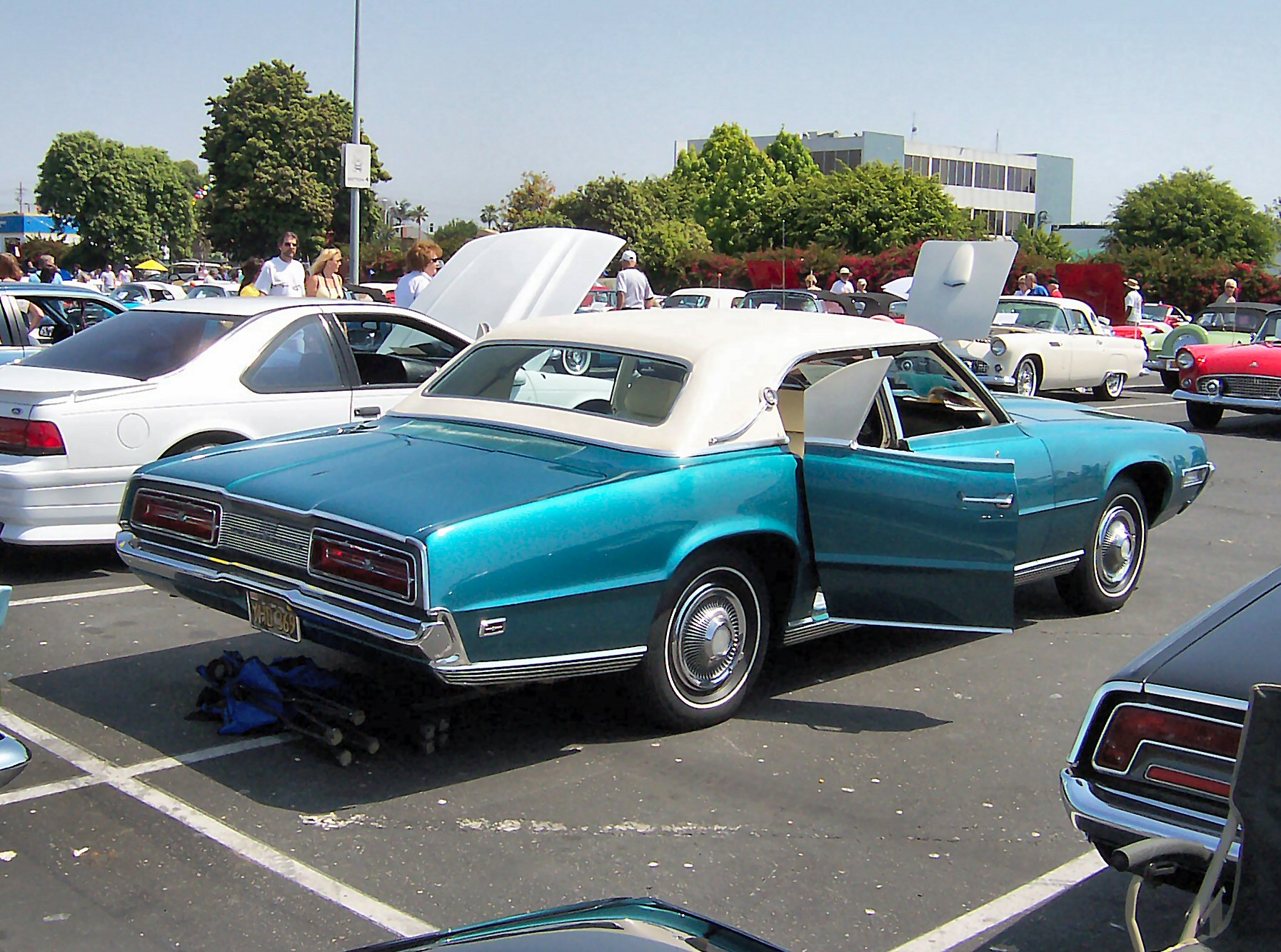
Ford Thunderbird berline de 1969
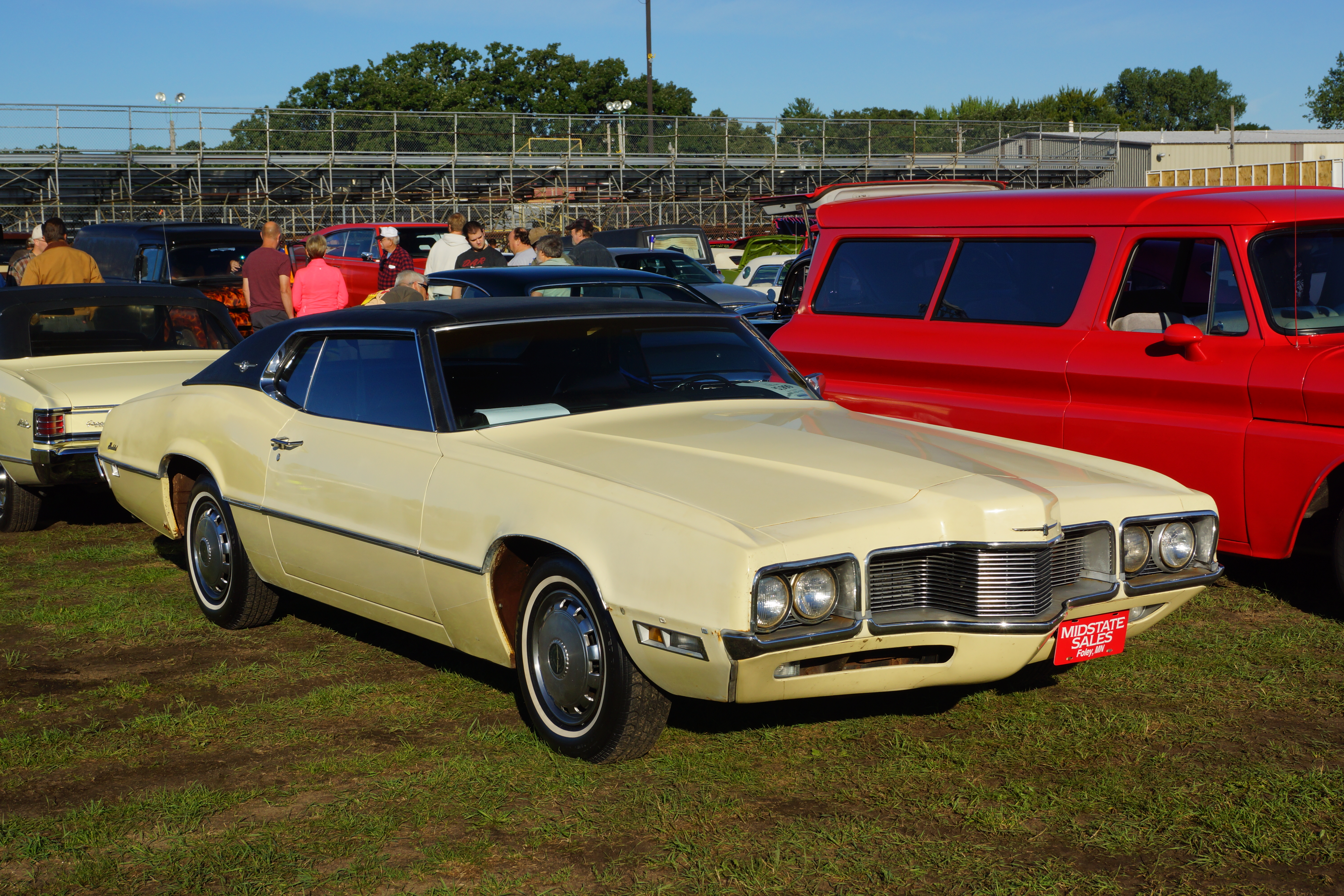
Ford Thunderbird coupé de 1970
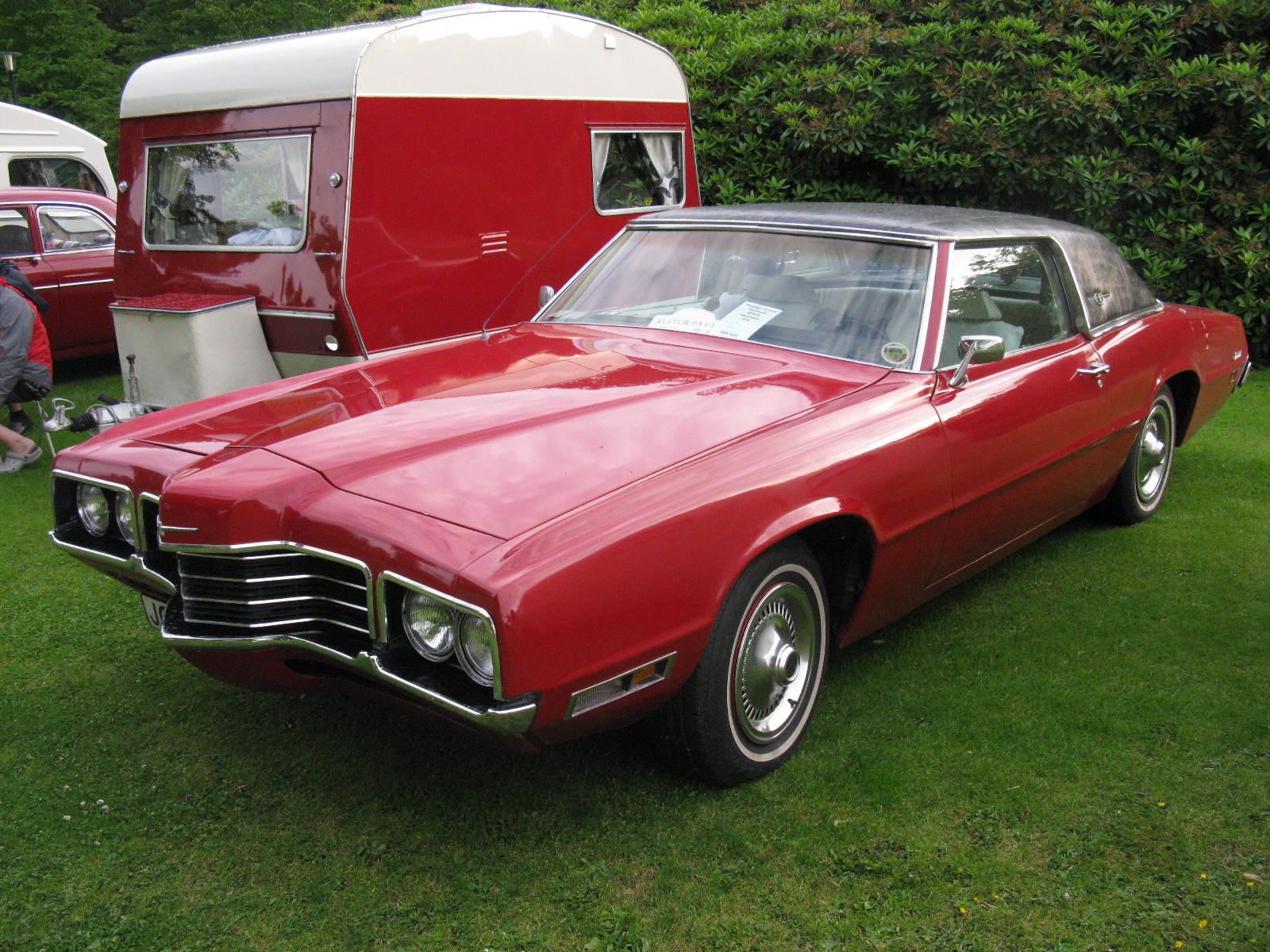
Ford Thunderbird coupé de 1971

## Totaux de production
| Année | Production |
| 1967  | 77,976     |
| 1968  | 64,391     |
| 1969  | 49,272     |
| 1970  | 50,364     |
| 1971  | 36,055     |
| Total | 278,058    |